# Efemèrids
Els efemèrids (Ephemeridae) són una família d'insectes efemeròpters amb al voltant de 150 espècies descrites per tot el món excepte a Austràlia i Oceania. Generalment es tracta de grans efímeres (de fins a 35 mm) amb dues o tres cercs (cues) de gran longitud. Moltes de les espècies presenten patrons distintius en les ales.
Els efemèrids es crien en una àmplia varietat d'aigües, requerint normalment una capa de llim, ja que les nimfes tenen fortes potes que estan adaptades per excavar. Les nimfes són grans carnívors, i aconsegueixen el seu aliment mitjançant de la depredació o de la necrofàgia.

## Taxonomia
La família Ephemeridae inclou 10 gèneres:
- Afromera Demoulin, 1955
- Denia McCafferty, 1987
- Denina McCafferty, 1987
- Eatonica Navás, 1913
- Eatonigenia Ulmer, 1939
- Ephemera Linnaeus, 1758
- Hexagenia Walsh, 1863
- Ichthybotus Eaton, 1899
- Litobrancha McCafferty, 1971
- Parabaetis Haupt, 1956 †